# Elouise P. Cobell
Elouise Pepion Cobell (* 5. November 1945 in der Blackfeet Indian Reservation, Montana; † 16. Oktober 2011 in Great Falls, Montana) war eine amerikanische Aktivistin für die Ureinwohner. Bekannt wurde sie wegen ihrer Klage gegen das Innenministerium und das Finanzministerium der Vereinigten Staaten. Bei der Klage ging es um Missmanagement und Korruption innerhalb des Bureau of Indian Affairs (BIA). Viele weitere Betroffene schlossen sich der Klage an. Die ursprünglich geforderte Summe betrug 176 Milliarden US-Dollar. Es handelte sich dabei um die größte Sammelklage in der Geschichte der Vereinigten Staaten mit über 500.000 Betroffenen. Der Fall ging als Cobell v. Salazar in die Geschichte der Vereinigten Staaten ein. Der Fall wurde am 8. Dezember 2009 außergerichtlich durch einen Vergleich abgeschlossen. Die Bundesregierung versprach 3,4 Milliarden US-Dollar an die betroffenen Landbesitzer auszuzahlen. Dafür verabschiedete das US-Repräsentantenhaus 2010 den 'Claims Resolution Act of 2010'. Präsident Obama unterzeichnete das Gesetz am 8. Dezember 2010.

## Leben
Elouise P. Cobell wurde 1945 als Elouise Pepion in der Blackfeet Indian Reservation im Nordwesten von Montana als fünftes von neun Kindern geboren. Sie wuchs auf der Rinderranch ihres Vaters ohne fließendes Wasser und Stromversorgung im Reservat auf. Nach dem Besuch der Dorfschule besuchte sie die Highschool. Sie studierte in Bozeman ohne einen Abschluss zu erreichen, da ihre Mutter an Krebs erkrankte und sie sich um diese kümmern musste. Nach dem Tod ihrer Mutter zog sie nach Seattle, wo sie ihren späteren Ehemann Alvin Cobell kennen lernte. Zusammen hatten sie einen Sohn, Turk Cobell. Nachdem sie in das Reservat zurückgekehrt waren, um ihrem Vater auf der Ranch zu helfen, wurde sie zur Schatzmeisterin des Blackfeet-Stammes gewählt. Mit der 'Blackfeet National Bank' gründete sie die erste Bank im Besitz von amerikanischen Ureinwohnern. 1997 erhielt sie dafür den  MacArthur Fellowship-Preis. Nachdem zwanzig weitere Indianerstämme dem Bankprojekt beigetreten waren, entstand daraus die 'Native American Bank'. Nebenher
half sie ihrem Mann bei der Bewirtschaftung der Ranch ihres Vaters.
Als Schatzmeisterin des Blackfoot-Stammes fielen ihr Unregelmäßigkeiten in der Verwaltung der Liegenschaften durch das BIA auf. Das BIA verwaltete Liegenschaften als Treuhänder für die Ureinwohner, die diese Grundstücke im Rahmen des Dawes Act zugesprochen bekommen hatten. Da das BIA formell Eigentümer der Liegenschaften war, verpachtete das BIA diese an weiße Farmer, Öl- und Gas-, Minen- und Forstgesellschaften, ohne den Besitzern dafür die entsprechenden Gelder auszuzahlen. Cabell versuchte in den 80er und 90er Jahren ohne Erfolg, Washington und das BIA zu einem Richtungswechsel zu bewegen. Deswegen klagte sie 1996 gegen das Innen- und Finanzministerium der Vereinigten Staaten. Cobell starb im Alter von 65 Jahren an Krebs.

## Ehrung
Im November 2016 verlieh ihr Präsident Barack Obama posthum die Presidential Medal of Freedom.